# Nepanagar
Nepanagar è una suddivisione dell'India, classificata come municipality, di 31.658 abitanti, situata nel distretto di Khandwa, nello stato federato del Madhya Pradesh. In base al numero di abitanti la città rientra nella classe III (da 20.000 a 49.999 persone).

## Geografia fisica
La città è situata a 21° 28' 0 N e 76° 24' 0 E e ha un'altitudine di 276 m s.l.m..

## Società

### Evoluzione demografica
Al censimento del 2001 la popolazione di Nepanagar assommava a 31.658 persone, delle quali 16.324 maschi e 15.334 femmine. I bambini di età inferiore o uguale ai sei anni assommavano a 3.677, dei quali 1.913 maschi e 1.764 femmine. Infine, coloro che erano in grado di saper almeno leggere e scrivere erano 21.882, dei quali 12.596 maschi e 9.286 femmine.